# Domenico Lucilla
Domenico Angelo Luigi Lucilla (Riofreddo, 17 de febrer de 1828 – Roma, 9 de gener de 1884) fou un compositor italià.
Estudià al Conservatori de Bolonya, i el 1853 feu representar en el teatre Valle de Roma la seva primera òpera Il Solitario, que fou molt ben acollida pel públic.
A més, va compondre:
- Giuliano Salvatti (1854);
- Il sindaco del villaggio (1857);
- L'eroe delle Asturie, considerada com la millor de les seves òperes (1862);
- Il Conte de Beuzeval, La bella franciulla di Perth, Tommaso Chatterton, i diverses cantates.